# Compromís
Compromís, voluit Coalició Compromís, is een Spaanse politieke partijenalliantie die actief is in de regio Valencia. Compromís is gevormd in 2010 door een aantal regionalistische, ecosocialistische en progressieve partijen. Er zijn zowel politici die namens een van de constituerende partijen actief zijn, als politici die direct voor de alliantie werken. 
Behalve afgevaardigden in de senaat, het congres en het Europees Parlement, heeft de partij een goede locale vertegenwoordiging, onder anderen in het regioparlement en gemeenteraden. Daarnaast levert de partij 84 burgemeesters door de gehele regio Valencia, waaronder die van de stad Valencia. Voor de landelijke verkiezingen van november 2019 is de partij in de kiesdistricten van de regio Valencia een alliantie aangegaan met de partij Más País onder de naam "Més Compromís". 
De partij staat voor een samenvloeien van Valenciaans nationalisme, een moderne linkse en ecologistische politiek, dat wil zeggen, de toepassing van een nieuw model van duurzame ontwikkeling die het accent legt op het overwinnen van de gebreken van het huidige economische systeem, en daarnaast een verdiepen van het zelfbestuur van de regio Valencia en de bescherming van het Valenciaans.